# 捷克斯洛伐克政党列表
这是一个捷克斯洛伐克政党列表。

## 捷克斯洛伐克第一共和国时期（1918年—1938年）的主要政党
- 捷克斯洛伐克共产党
- 捷克斯洛伐克社会民主工党
- 捷克斯洛伐克民族社会党
- 捷克斯洛伐克商人党（英语：Czechoslovak Traders' Party）
- 捷克斯洛伐克人民党
- 农场主和农民共和党（英语：Republican Party of Farmers and Peasants）
- 斯洛伐克人民党
- 斯洛伐克民族党（英语：Slovak National Party (historical)）
- 捷克斯洛伐克民族民主（英语：Czechoslovak National Democracy）
- 民族统一（英语：National Unification (Czechoslovakia)）
- 全国法西斯联盟

## 捷克斯洛伐克第二共和國时期（1938年—1939年）成立的政党
- 捷克-斯洛伐克德意志人民团体（英语：German People's Group in Czecho-Slovakia）
- 民族劳动党（英语：National Labour Party (Czechoslovakia, 1938)）
- 民族团结党（英语：Party of National Unity (Czechoslovakia)）
- 斯洛伐克共产党

## 捷克斯洛伐克第三共和國时期（1944年—1948年）成立的政党
- 民主党
- 自由党
- 劳动党

## 社会主义捷克斯洛伐克时期（1948年—1989年）的政党
- 捷克斯洛伐克共产党
- 捷克斯洛伐克人民党
- 捷克斯洛伐克社会党
- 自由党
- 斯洛伐克复兴党
- 坚定非党人士俱乐部（英语：Club of Committed Non-Party Members）

## 捷克和斯洛伐克联邦共和国时期（1989年—1992年）的主要政党
- 公民论坛
- 捷克斯洛伐克共产党
- 公众反对暴力
- 基督教民主运动
- 基督教民主联盟—捷克斯洛伐克人民党
- 基督教民主党（英语：Christian Democratic Party (Czech Republic)）
- 争取自治民主运动—为了摩拉维亚和西里西亚党（英语：Movement for Autonomous Democracy–Party for Moravia and Silesia）
- 斯洛伐克民族党
- 匈牙利族基督教民主运动（英语：Hungarian Christian Democratic Movement）
- 公民民主党
- 争取民主斯洛伐克运动
- 捷克和摩拉维亚共产党
- 捷克斯洛伐克社会民主党
- 斯洛伐克社会民主党（英语：Social Democratic Party of Slovakia）
- 民主左翼党
- 保卫共和联盟—捷克斯洛伐克共和党（英语：Rally for the Republic – Republican Party of Czechoslovakia）
- 绿党
- 捷克斯洛伐克社会党
- 共存